# HMS Thane (D48)
Авіаносець «Тейн» (англ. HMS Thane (D48)) — ескортний авіаносець США часів Другої світової війни типу «Боуг» (2 група, тип «Ameer»/«Ruler»), переданий ВМФ Великої Британії за програмою ленд-лізу.

## Історія створення
Авіаносець «Тейн» був закладений 23 лютого 1943 року на верфі «Seattle-Tacoma Shipbuilding Corporation» під назвою «USS Sunset (CVE-48)». Спущений на воду 15 липня 1943 року. Переданий Королівському ВМФ Великої Британії, 19 листопада 1943 року вступив у стрій під назвою «Тейн».

## Історія служби
Після вступу у стрій авіаносець «Тейн» здійснював перевезення літаків на бази у Середземному морі та Індійському океані.
15 січня 1945 року «Тейн» був торпедований німецьким підводним човном U-1172. Внаслідок вибуху загинуло 10 людей, був виведений з ладу гвинт. Корабель був відбуксований у Грінок. Після торпедування корабель не ремонтувався, 20 березня 1945 року він був виведений в резерв.
5 грудня 1945 року «Тейн» був повернутий США, де був виключений зі списків флоту і незабаром проданий на злам.